# Den gamle gringon
Den gamle gringon är en roman av Carlos Fuentes utgiven 1985.
I romanen belyser Fuentes relationerna mellan USA och Mexiko och försöker klarlägga de respektive ländernas egenart. Den utspelar sig under tiden för den mexikanska revolutionen och handlar om fyra personer som möts vid en gränsflod till USA. Huvudpersonen, författaren Ambrose Bierce, har kommit till Mexiko för att delta i revolutionen i Pancho Villas styrkor men försvinner spårlöst. Romanen är en skildring av hans okända öde.
Den gamle gringon var den första mexikanska roman som blev en bästsäljare i USA. En filmatisering av romanen med bland andra Gregory Peck och Jane Fonda i rollerna hade premiär 1989.